# Draft da NBA de 2021
O Draft da NBA de 2021 foi realizado em 29 de julho de 2021 no Barclays Center, em Brooklyn na cidade de Nova York. O draft começou às 8:00 p.m. Eastern Time Zone (00:00 UTC) e foi transmitido nos Estados Unidos pela ESPN e pela ABC, esta última somente transmitiu o primeiro round. Neste draft, as equipes da National Basketball Association (NBA) se revezam selecionando novatos das universidades nos Estados Unidos e outros jogadores elegíveis, incluindo jogadores internacionais.

## Combine do Draft

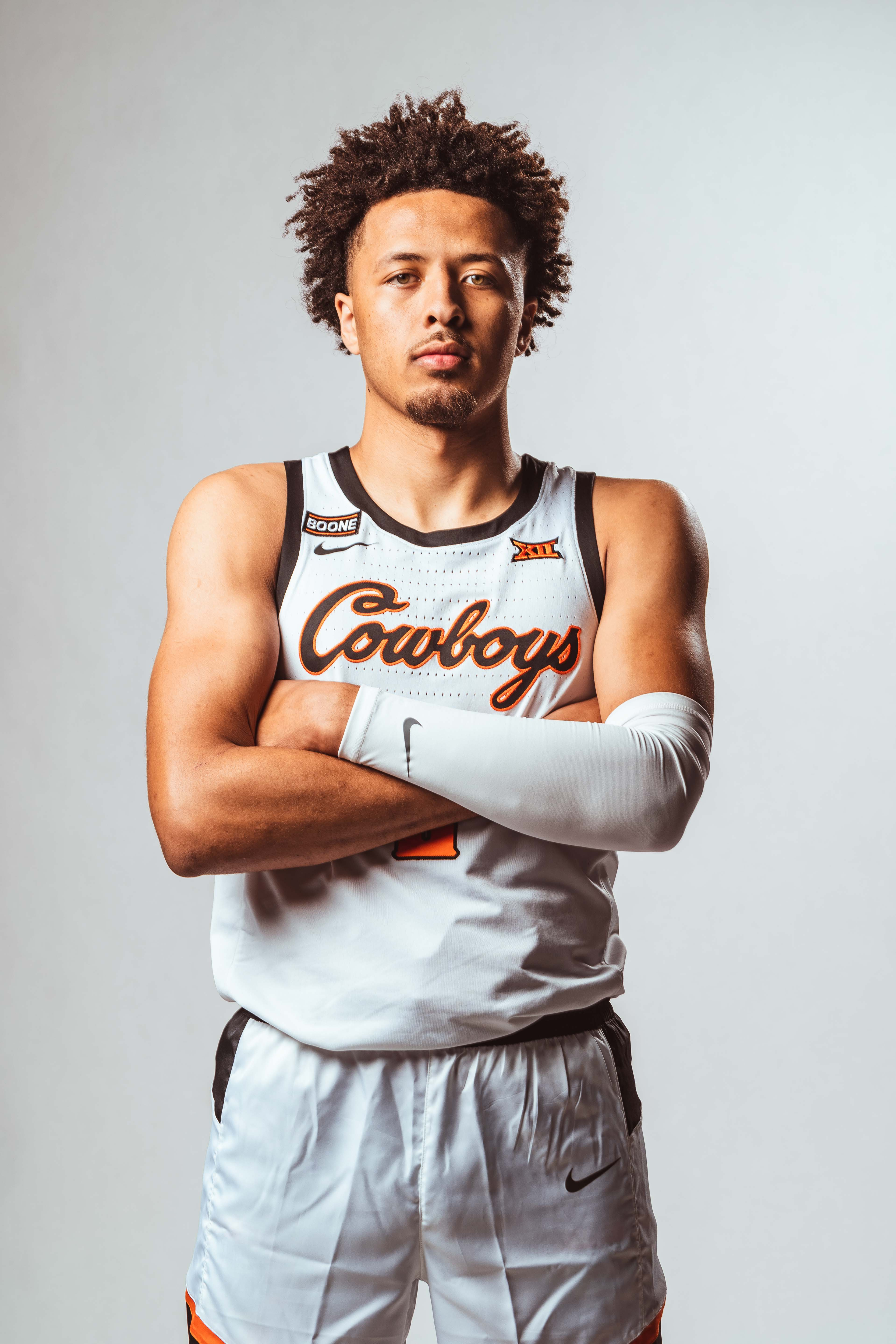
Cade Cunningham, 1ª escolha, feita pelo Detroit Pistons.

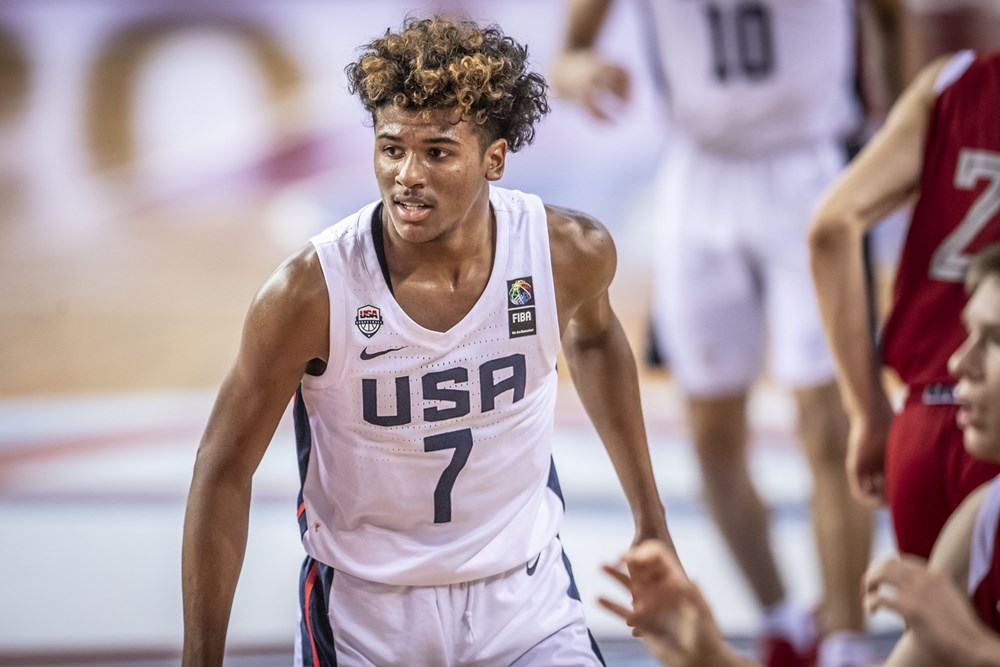
Jalen Green, 2ª escolha, selecionado pelo Houston Rockets.

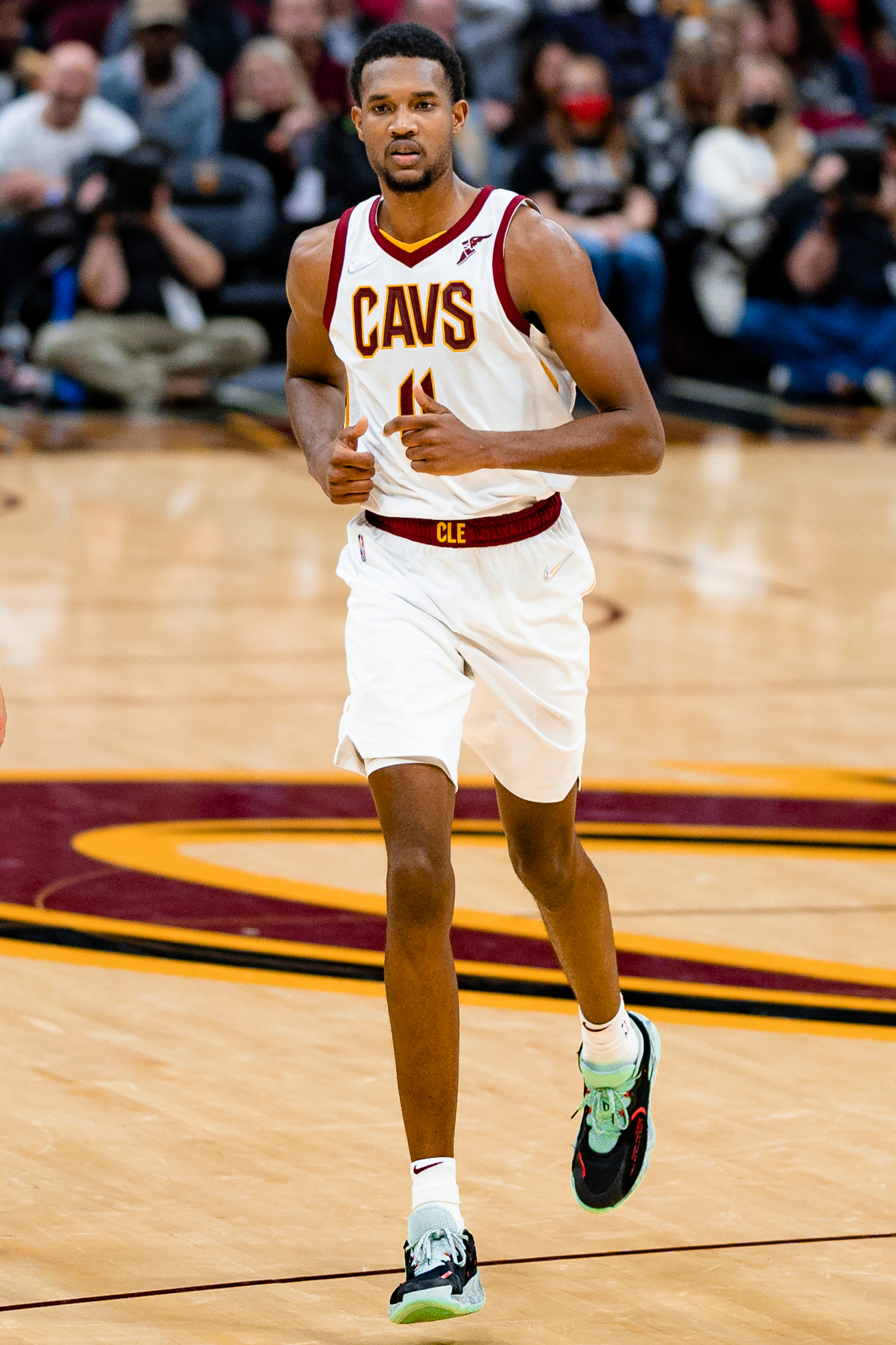
Evan Mobley, 3ª escolha, feita pelo Cleveland Cavaliers.

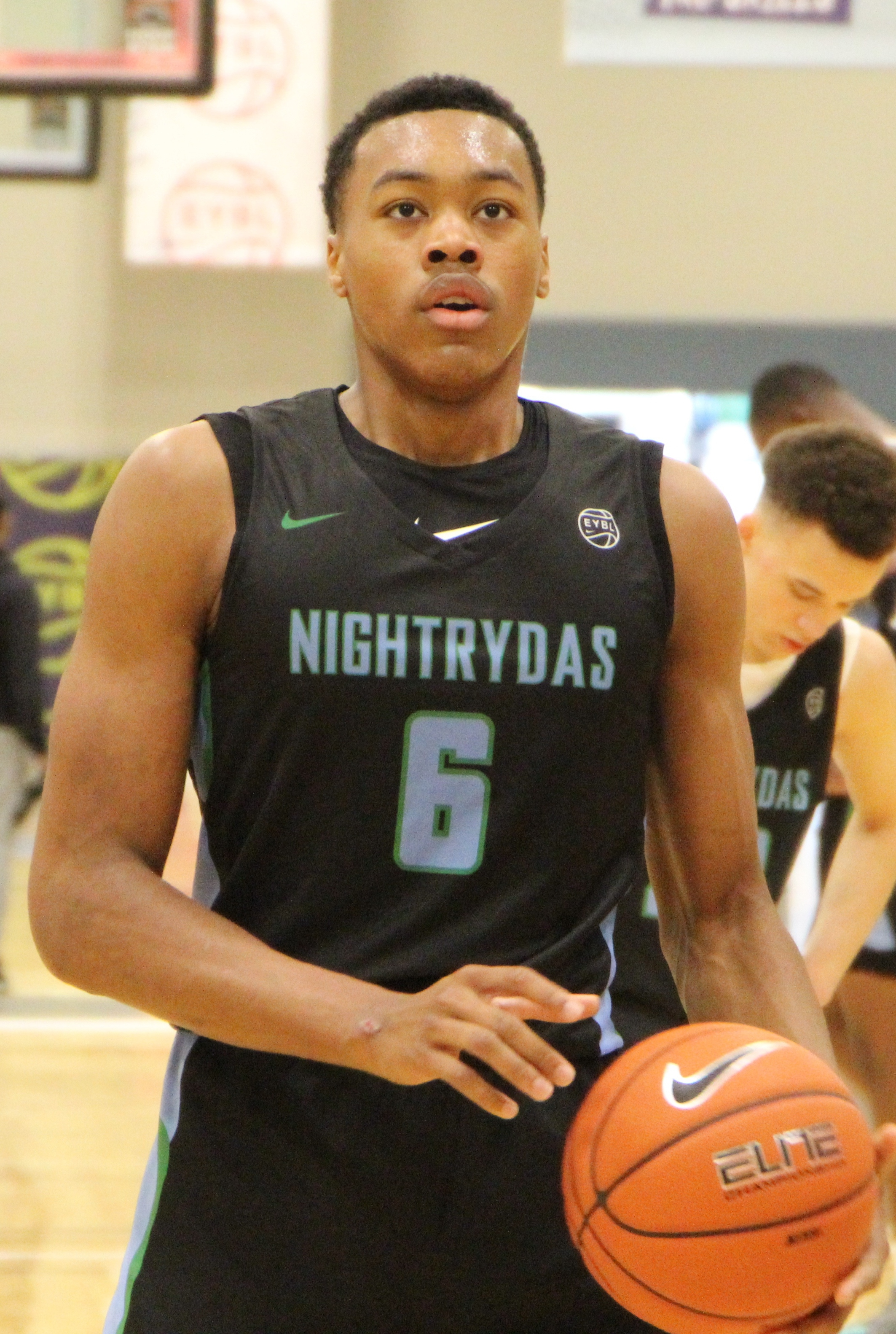
Scottie Barnes, 4ª escolha, selecionado pelo Toronto Raptors.

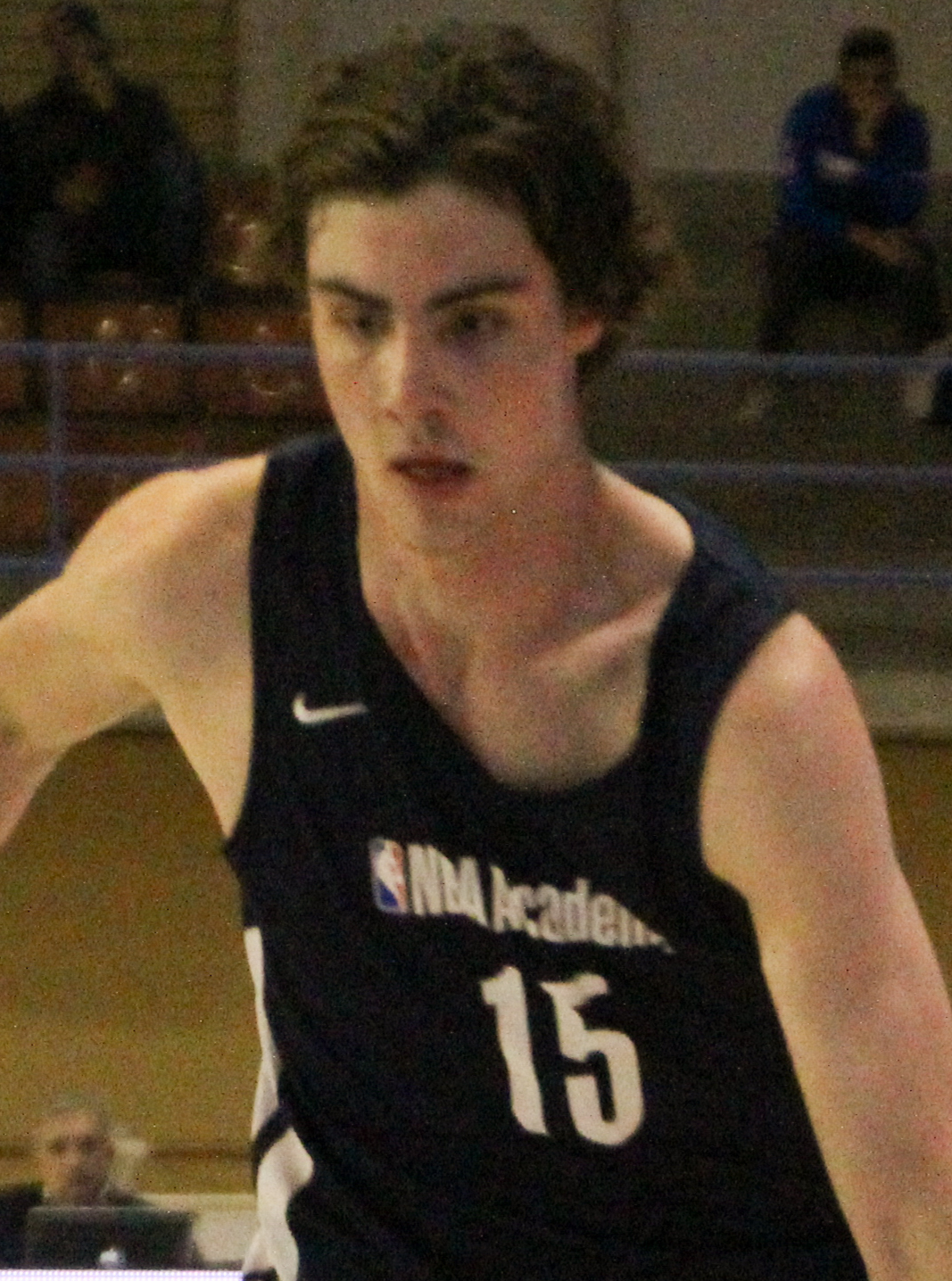
Josh Giddey, 6ª escolha, feita pelo Oklahoma City Thunder.

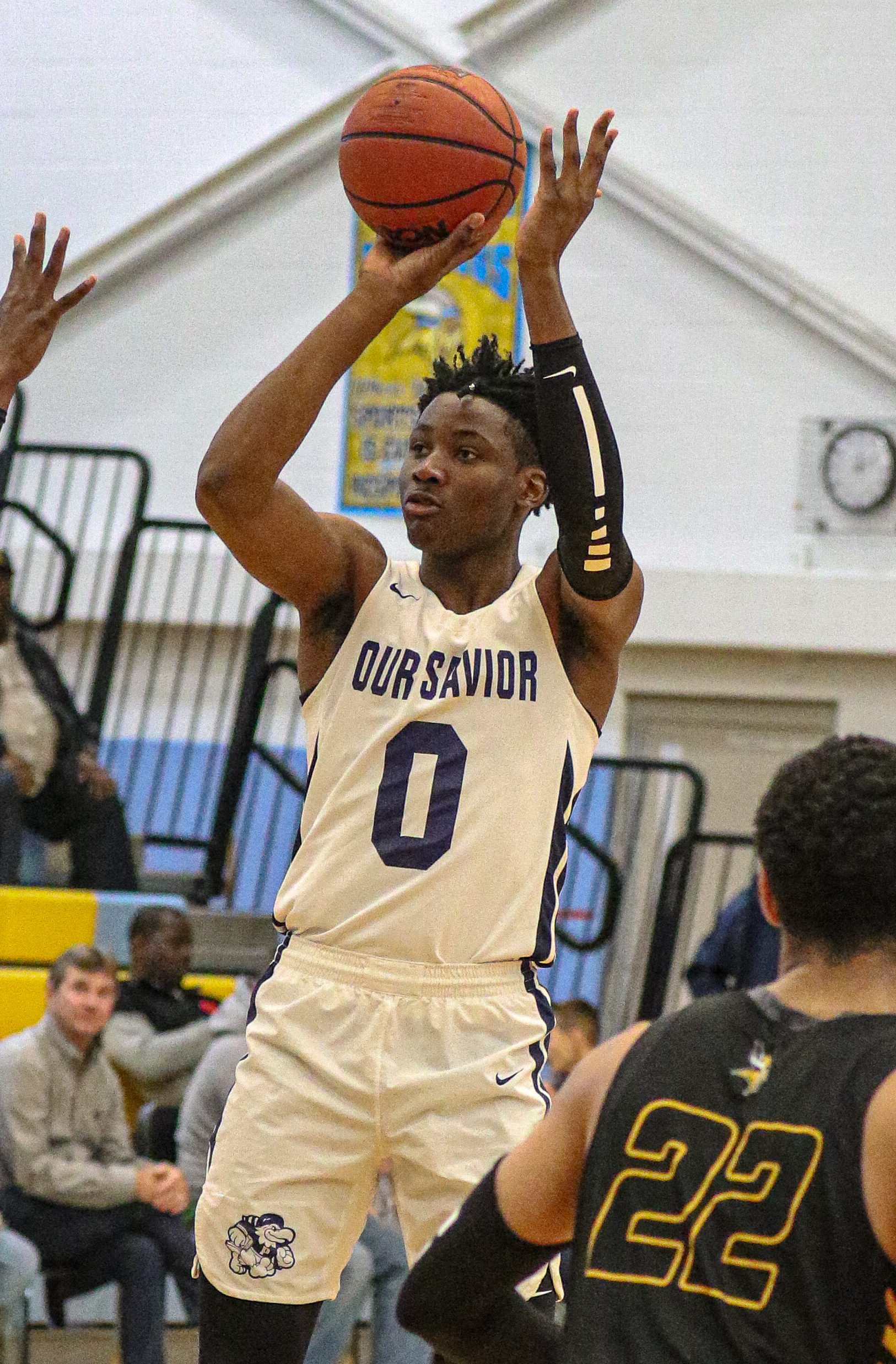
Jonathan Kuminga, 7ª escolha, feita pelo Golden State Warriors.

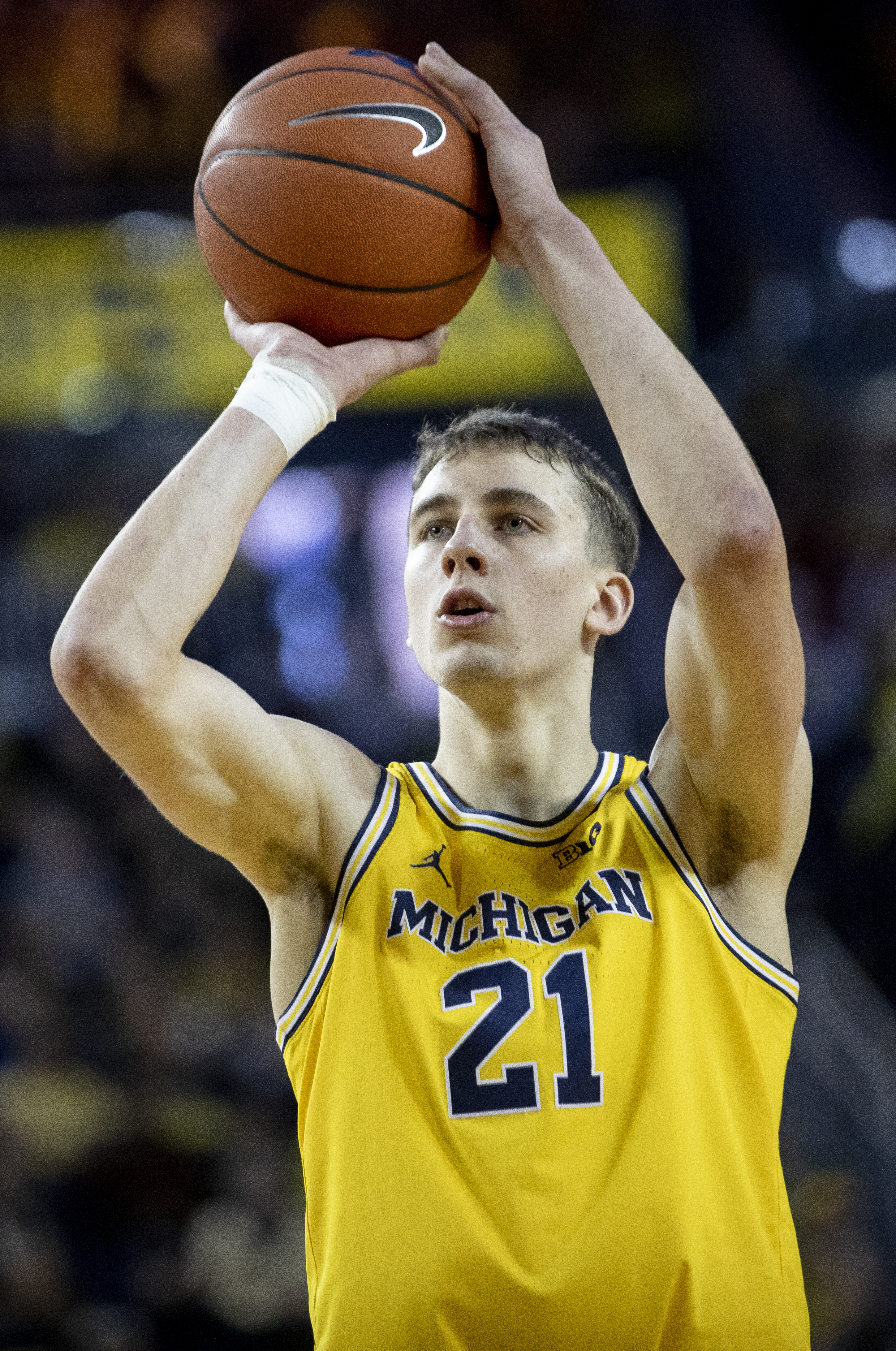
Franz Wagner, 8ª escolha, feita pelo Orlando Magic.

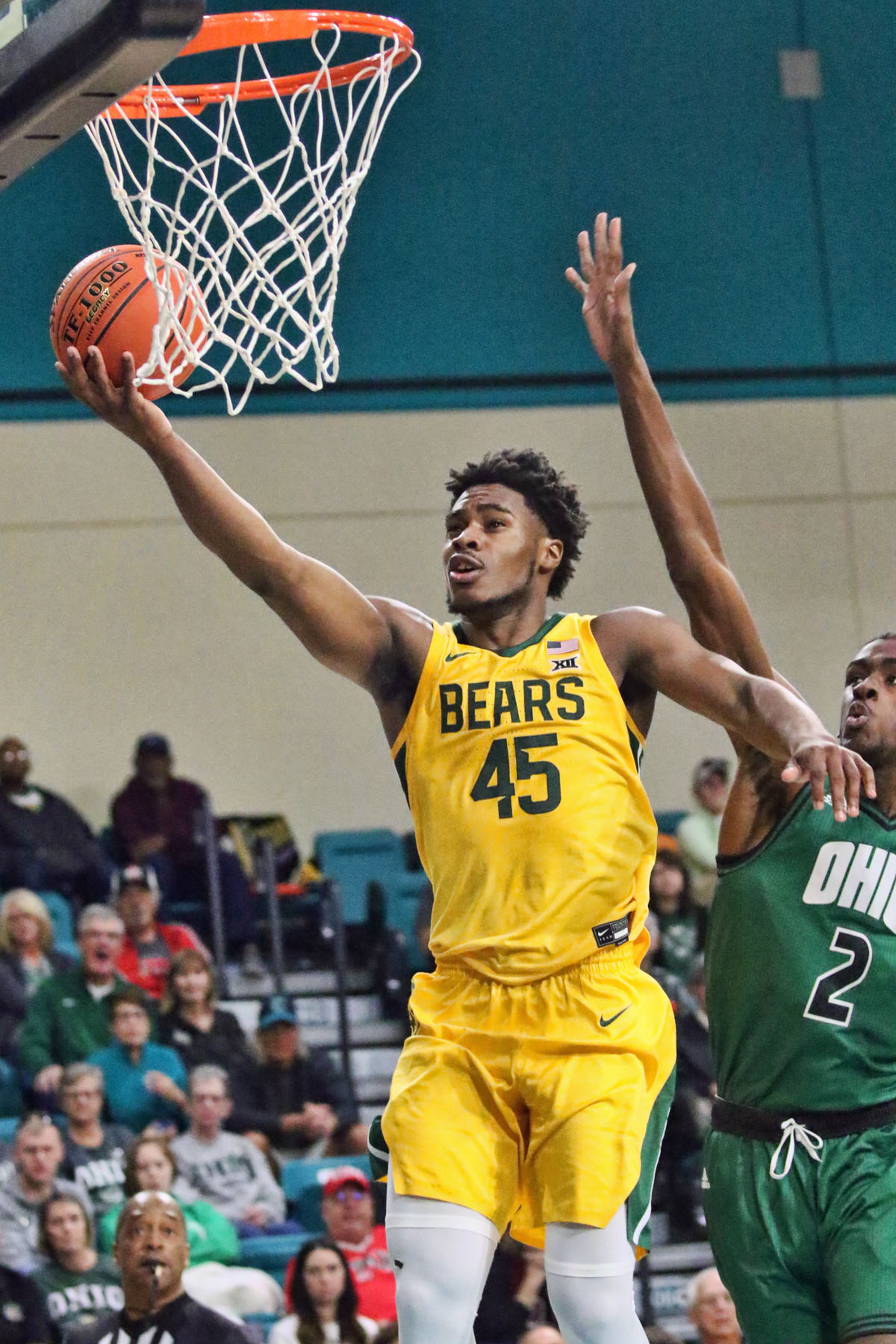
Davion Mitchell foi escolhido na 9ª posição do draft pelo Sacramento Kings.

| PG | Armador     |
| SG | Ala-armador |
| SF | Ala         |
| PF | Ala-pivô    |
| C  | Pivô        |

|  | Jogadores que foram incluídos no Hall da Fama do Basquete                               |
|  | Jogadores que foram pelo menos uma vez MVP da temporada da NBA                          |
|  | Jogadores que foram selecionados para pelo menos um NBA All-Star Game e um All-NBA Team |
|  | Jogadores que foram selecionados para pelo menos um All-NBA Team                        |
|  | Jogadores que foram selecionados para pelo menos um NBA All-Star Game                   |
|  | Jogadores que nunca atuaram em nenhuma partida sequer pela NBA                          |

### Primeira rodada
| Escolha | Nome             | Posição | Nacionalidade        | Time                                        | Universidade/Time |
| ------- | ---------------- | ------- | -------------------- | ------------------------------------------- | ----------------- |
| 1       | Cade Cunningham  | PG      | Estados Unidos       | Detroit Pistons                             | Oklahoma State    |
| 2       | Jalen Green      | SG      | Estados Unidos       | Houston Rockets                             | G League Ignite   |
| 3       | Evan Mobley      | C/PF    | Estados Unidos       | Cleveland Cavaliers                         | USC               |
| 4       | Scottie Barnes   | PF      | Estados Unidos       | Toronto Raptors                             | Florida State     |
| 5       | Jalen Suggs      | PG/SG   | Estados Unidos       | Orlando Magic                               | Gonzaga           |
| 6       | Josh Giddey      | PG      | Austrália            | Oklahoma City Thunder                       | Adelaide 36ers    |
| 7       | Jonathan Kuminga | SF      | RD Congo             | Golden State Warriors                       | G League Ignite   |
| 8       | Franz Wagner     | SF      | Alemanha             | Orlando Magic                               | Michigan          |
| 9       | Davion Mitchell  | PG      | Estados Unidos       | Sacramento Kings                            | Baylor            |
| 10      | Ziaire Williams  | SF      | Estados Unidos       | New Orleans Pelicans (trocado para Memphis) | Stanford          |
| 11      | James Bouknight  | SG      | Estados Unidos       | Charlotte Hornets                           | UConn             |
| 12      | Joshua Primo     | SG      | Canadá               | San Antonio Spurs                           | Alabama           |
| 13      | Chris Duarte     | SG      | República Dominicana | Indiana Pacers                              | Oregon            |
| 14      | Moses Moody      | SG      | Estados Unidos       | Golden State Warriors                       | Arkansas          |
| 15      | Corey Kispert    | SF      | Estados Unidos       | Washington Wizards                          | Gonzaga           |
| 16      | Alperen Şengün   | C       | Turquia              | OKC Thunder (trocado para Houston)          | Beşiktaş JK       |
| 17      | Trey Murphy III  | SF      | Estados Unidos       | Memphis Grizzlies                           | Virgínia          |
| 18      | Tre Mann         | PG      | Estados Unidos       | Oklahoma City Thunder                       | Flórida           |
| 19      | Kai Jones        | C       | Bahamas              | New York Knicks (trocado para Charlotte)    | Texas             |
| 20      | Jalen Johnson    | SF      | Estados Unidos       | Atlanta Hawks                               | Duke              |
| 21      | Keon Johnson     | SG      | Estados Unidos       | New York Knicks (trocado para Clippers)     | Tennessee         |
| 22      | Isaiah Jackson   | C/PF    | Estados Unidos       | L.A. Lakers (trocado para Indiana)          | Kentucky          |
| 23      | Usman Garuba     | PF/C    | Espanha              | Houston Rockets                             | Real Madrid       |
| 24      | Josh Christopher | SG      | Estados Unidos       | Houston Rockets                             | Arizona State     |
| 25      | Quentin Grimes   | SG      | Estados Unidos       | L.A. Clippers (trocado para Knicks)         | Houston           |
| 26      | Bones Hyland     | SG/PG   | Estados Unidos       | Denver Nuggets                              | VSU               |
| 27      | Cameron Thomas   | SG      | Estados Unidos       | Brooklyn Nets                               | LSU               |
| 28      | Jaden Springer   | SG      | Estados Unidos       | Philadelphia 76ers                          | Tennessee         |
| 29      | Day'Ron Sharpe   | C       | Estados Unidos       | Phoenix Suns                                | Carolina do Norte |
| 30      | Santi Aldama     | PF/C    | Espanha              | Utah Jazz (trocado para Memphis)            | Loyola (MD)       |

### Segunda rodada
| Escolha | Nome                  | Posição | Nacionalidade  | Time                                         | Universidade/Time |
| ------- | --------------------- | ------- | -------------- | -------------------------------------------- | ----------------- |
| 31      | Isaiah Todd           | PF      | Estados Unidos | Milwaukee Bucks (trocado para Washington)    | G League Ignite   |
| 32      | J. Robinson-Earl      | PF      | Estados Unidos | New York Knicks (trocado para Thunder)       | Villanova         |
| 33      | Jason Preston         | PG      | Estados Unidos | Orlando Magic (trocado para Clippers)        | Ohio              |
| 34      | Rokas Jokubaitis      | PG      | Lituânia       | Oklahoma City Thunder                        | Žalgiris Kaunas   |
| 35      | Herbert Jones         | SF      | Estados Unidos | New Orleans Pelicans                         | Alabama           |
| 36      | Miles McBride         | PG      | Estados Unidos | OKC Thunder (trocado para Knicks)            | West Virginia     |
| 37      | JT Thor               | PF      | Estados Unidos | Detroit Pistons (trocado para Charlotte)     | Auburn            |
| 38      | Ayo Dosunmu           | PG      | Estados Unidos | Chicago Bulls                                | Illinois          |
| 39      | Neemias Queta         | C       | Portugal       | Sacramento Kings                             | Utah State        |
| 40      | Jared Butler          | SG      | Estados Unidos | New Orleans Pelicans (trocado para Utah)     | Baylor            |
| 41      | Joe Wieskamp          | SF      | Estados Unidos | San Antonio Spurs                            | Iowa              |
| 42      | Isaiah Livers         | SF      | Estados Unidos | Detroit Pistons                              | Michigan          |
| 43      | Greg Brown            | PF      | Estados Unidos | New Orleans Pelicans (trocado para Portland) | Texas             |
| 44      | Kessler Edwards       | SF      | Estados Unidos | Brooklyn Nets                                | Pepperdine        |
| 45      | Juhann Begarin        | SG      | França         | Boston Celtics                               | Paris             |
| 46      | Dalano Banton         | PG      | Canadá         | Toronto Raptors                              | Nebraska          |
| 47      | David Johnson         | PG      | Estados Unidos | Toronto Raptors                              | Louisville        |
| 48      | Sharife Cooper        | PG      | Estados Unidos | Atlanta Hawks                                | Auburn            |
| 49      | Marcus Zegarowski     | PG      | Estados Unidos | Brooklyn Nets                                | Creighton         |
| 50      | Filip Petrušev        | C       | Sérvia         | Philadelphia 76ers                           | KK Mega Basket    |
| 51      | Brandon Boston Jr.    | SG      | Estados Unidos | Memphis Grizzlies (trocado para Clippers)    | Kentucky          |
| 52      | Luka Garza            | C       | Estados Unidos | Detroit Pistons                              | Iowa              |
| 53      | Charles Bassey        | C       | Nigéria        | Philadelphia 76ers                           | Western Kentucky  |
| 54      | Sandro Mamukelashvili | C       | Geórgia        | Indiana Pacers (trocado para Milwaukee)      | Seton Hall        |
| 55      | Aaron Wiggins         | SG      | Estados Unidos | Oklahoma City Thunder                        | Maryland          |
| 56      | Scottie Lewis         | SG      | Estados Unidos | Charlotte Hornets                            | Flórida           |
| 57      | Balša Koprivica       | C       | Sérvia         | Charlotte Hornets (trocado para Detroit)     | Florida State     |
| 58      | Jericho Sims          | PF      | Estados Unidos | New York Knicks                              | Texas             |
| 59      | RaiQuan Gray          | PF      | Estados Unidos | Brooklyn Nets                                | Florida State     |
| 60      | Georgios Kalaitzakis  | SF      | Grécia         | Indiana Pacers (trocado para Milwaukee)      | Panathinaikos BC  |